# 歴史通
『歴史通』（れきしつう）は、ワック・マガジンズから出版されていた雑誌（原則偶数月9日発売）。
WiLL別冊として2009年（平成21年）3月創刊。2010年（平成22年）3月発売分（第5号）より独立創刊するとともに刊行形態も隔月刊となるも、WiLL編集長だった花田紀凱の独立の余波を受け本誌編集長の立林昭彦がWiLL編集長にスライド就任して以降2017年から不定期刊行。2020年からは「歴史通」の題字が消えて「WiLL SPECIAL」に変わり、全2号で終刊。
東アジア関連の近現代史を中心に、保守的な観点からの論考を多く掲載していた。